# NGC 2373
NGC 2373 (również PGC 21016 lub UGC 3848) – galaktyka spiralna (Sbc), znajdująca się w gwiazdozbiorze Bliźniąt. Odkrył ją George Stoney – asystent Williama Parsonsa 20 lutego 1849 roku.